# Halowe Mistrzostwa Europy w Lekkoatletyce 1990 – bieg na 400 m kobiet
Bieg na 400 metrów kobiet – jedna z konkurencji biegowych rozgrywanych podczas halowych lekkoatletycznych mistrzostw Europy w  hali Kelvin Hall w Glasgow. Eliminacje zostały rozegrane 3 marca, a bieg finałowy 4 marca 1990. Zwyciężyła reprezentantka Związku Radzieckiego Marina Szmonina. Tytułu zdobytego na poprzednich mistrzostwach nie obroniła Sally Gunnell z Wielkiej Brytanii, która tym razem zajęła 4. miejsce w finale.

## Rezultaty

### Eliminacje
Rozegrano 3 biegi eliminacyjne do których przystąpiło 11 biegaczek. Awans do finału dawało zajęcie pierwszego miejsca w swoim biegu (Q). Skład finału uzupełniły dwie zawodniczki z najlepszym czasem wśród przegranych (q).
Opracowano na podstawie materiału źródłowego.

#### Bieg 1
| Miejsce | Zawodniczka    | Czas  | Uwagi |
| ------- | -------------- | ----- | ----- |
| 1       | Sally Gunnell  | 52,92 | Q     |
| 2       | Iolanda Oanță  | 53,27 | q     |
| 3       | Judit Forgács  | 53,30 | q     |
| 4       | Cristina Pérez | 54,53 |       |

#### Bieg 2
| Miejsce | Zawodniczka      | Czas  | Uwagi |
| ------- | ---------------- | ----- | ----- |
| 1       | Angela Piggford  | 54,01 | Q     |
| 2       | Noémi Bátori     | 54,35 |       |
| 3       | Irmgard Trojer   | 54,90 |       |
| 4       | Marina Wasarmidu | 55,38 |       |

#### Bieg 3
| Miejsce | Zawodniczka     | Czas  | Uwagi |
| ------- | --------------- | ----- | ----- |
| 1       | Marina Szmonina | 52,53 | Q     |
| 2       | Linda Kisabaka  | 53,41 |       |
| 3       | Linda Keough    | 53,74 |       |

### Finał
Opracowano na podstawie materiału źródłowego.
| Miejsce | Zawodniczka     | Czas  | Uwagi |
| ------- | --------------- | ----- | ----- |
| 1       | Marina Szmonina | 51,22 |       |
| 2       | Iolanda Oanță   | 52,22 |       |
| 3       | Judit Forgács   | 53,02 |       |
| 4       | Sally Gunnell   | 53,38 |       |
| 5       | Angela Piggford | 53,82 |       |